# Фінґольфін
Фінґольфін (англ. Fingolfin) — у легендаріумі Дж. Р. Р. Толкіна другий син Фінве, Верховний Король Нольдорів Белеріанду, який загинув під час поєдинку з Морготом.
Згідно з переказами, Фінґольфін був найсильнішим, найвитривалішим та найвідважнішим серед своїх братів.

## Життєпис
Фінґольфін був другим сином Фінве, Верховного Короля Нольдорів. Він мав молодшого рідного брата Фінарфіна та старшого зведеного брата Феанора.

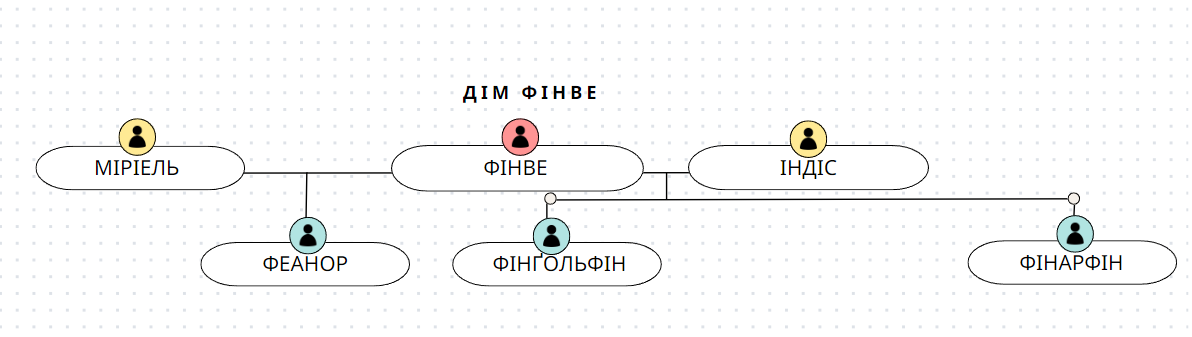
Дім Фінве

Фінґольфін та Феанор були верховними принцами, яких шанували в Амані, але через брехні Моргота вони ворогували одне з одним.

#### Присяга Феанора
Коли Феанор проголосив присягу та вирішив покинути Аман і податися до Середзем'я, Фінґольфін неохоче пішов за ним, адже не хотів покидати свій народ. Та й народ почував більше прихильності до Фінґольфіна та його синів, ніж до Феанора. Під час цієї мандрівки Фінґольфін очолив найбільше рушення нольдорів.

#### Перше Братовбивство
Оскільки найлегшим способом потрапити в Середзем'я було переплисти море за допомогою кораблів, рушення Феанора та Фінґольфіна спочатку вирушило до мореплавців-телерів по допомогу. А оскільки телери відмовили (через страх перед валарами), Феанор наказав нольдорам викрасти кораблі. Тоді телери почали чинити опір і багато з них були вбиті. Ця подія стала відомою як Перше Братовбивство.
Фінґольфін та його рушення теж брали участь у цій події, але лише тому, що вони прибули після того, як битва вже почалася і до пуття не зрозуміли в чому причина сварки.

#### Зрада Феанора
Все ж, захопивши кораблі у такий спосіб, рушення нольдорів дісталося півночі Аману, і висадилось на землі Араману. Оскільки кораблів було обмаль, було вирішено переплисти море окремими рушеннями. Феанор та його сини відплили першими, залишивши Фінґольфіна та решту чекати. А по прибуттю в Середзем'я Феанор наказав спалили кораблі, прирікаючи на загибель усіх, хто залишився чекати в Амані.
Фінґольфін, зрозумівши зраду (оскільки побачив полум’я вдалині), все ж вирішив перетнути протоку Гелькараксе і разом зі своїм народом здолав крижані гори і дістався Середзем’я, хоч і з великими втратами. Він оселився в Гітлумі і відтоді правував цими землями разом із сином Фінґоном.

#### Верховний Король Нольдорів
Коли їх рушення прибуло до Середзем'я, Феанора вже було вбито, а його сина Маедроса — взято в полон. Тому Фінґон (найстарший син Фінґольфіна) вирушив до Танґородріму, де за допомогою Манве та Орлиного Короля Торондора врятував свого друга Маедроса і таким чином примирив нольдорів. Маедрос попросив вибачення за зраду свого батька і зрікся титулу Короля Нольдорів (якого отримав після смерті батька). Таким чином цей титул перейшов до Фінґольфіна.
Невдовзі Фінґольфін влаштував Меред — Адертад — Свято Возз’єднання, де було виголошено присяги союзництва та дружби між домами синів Феанора та домом Фінґольфіна, і після цього запанував мир.

#### Даґор — Аґлареб
Потім відбулася 3 битва за Белеріанд — Даґор — Аґлареб (Славетна Битва) — Моргот випустив орчу зграю, але оскільки ельфи двох домів об’єднали свої сили проти ворога, їх армія на чолі з Фінґольфіном та Маедросом розгромила поплічників Моргота та розпочала облогу Анґбанда, яка тривала майже 400 років. Після цього запанували довгі роки миру.

#### Даґор — Браґоллах

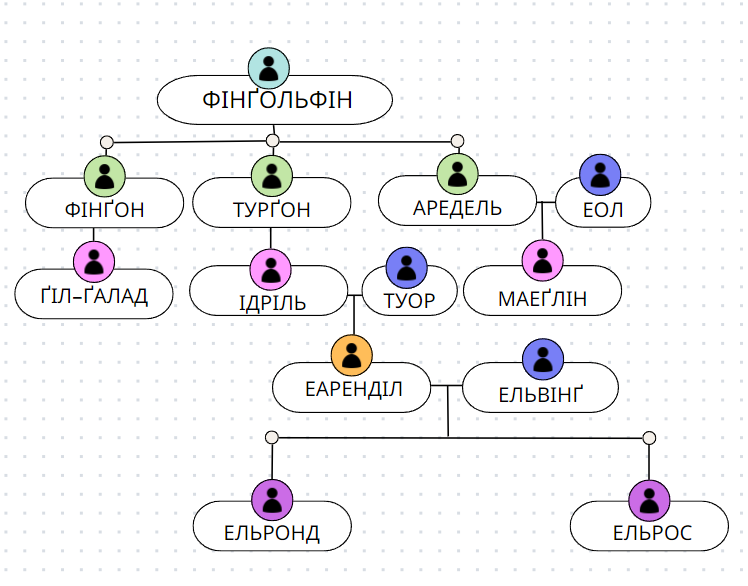
Дім Фінґольфіна

І в цей час миру та спокою Фінґольфін задумав напад на Анґбанд, адже хоч облога тривала, вона не оточувала Анґбанд повністю, і небезпека нападу залишалася сталою. Однак ельфи не дослухались до його ідеї, бажаючи насолоджуватись встановленим миром та злагодою своїх королівств, тому план зійшов нанівець.
Допоки Моргот не напав першим, і не почалася 4 битва за Белеріанд — Даґор — Браґоллах (Битва Раптового Полум’я). Моргот вивільнив полум’яні ріки, які затопили рівнини, виступили орки, балроґи та Ґлаурунґ Золотий — отець драконів. У підсумку битви двоє синів Фінарфіна загинули, і коли Фінґольфін отримав цю звістку, а також про наступ на землі синів Феанора, він вирішив, що настав час остаточної загибелі нольдорів. Тому, сповнений відчаю, він одинцем рушив до воріт Анґбанда і викликав Моргота на двобій. І в двобої Фінґольфін завдав 7 ран Морготові, але все ж, знесилений, він спіткнувся і впав під ноги Моргота, який поставив ногу йому на шию. Однак перед смертю Король Півночі рубонув ту стопу, і відтоді Моргот кульгав довіку.
Про цей двобій дізналися мешканці Гітлуму та Ґондоліну завдяки Королю Орлів Торондору, який не лише приніс вісті про загибель відважного ельфійського короля, але й врятував його тіло з лап Моргота, який хотів кинути його на поталу вовкам. Торондор вихопив його тіло і відніс на долину Гондоліна, де його і було поховано з почестями.
Його найстарший син Фінґон перейняв володарювання над Домом Фінґольфіна та Королівством нольдорів.

## Образ Фінґольфіна в мистецтві
Автор фанфіку "Чорна книга Арди" Іллет написала пісню "Слово зброєносця", де  від імені зброєносця співається про короля. Пісня була виконана білоруським фолк-бардом Дмитром Тюряєвим ("Сауронич") та російським дуетом  Антона та Ірини Кругових "Айре і Саруман" під назвою "Балада о Финголфине" ("Ты славить его меня не проси").